# Manuel Iori
Manuel Iori (Varese, 12 maart 1982) is een Italiaans voetballer.
Vanaf 12 augustus 2009 speelt hij in de selectie van Chievo Verona. 
Daarvoor speelde hij onder andere in zijn geboorteplaats bij Varese FC en de laatste jaren bij AS Cittadella.
Na 2 goede seizoenen bij Citadella, waarvan het laatste in de Serie B, werd hij gecontracteerd door Chievo Verona. In seizoen 2010-2011 speelt hij op huurbasis (met aankoopoptie) voor Livorno Calcio.

## Erelijst
- Deze speler heeft (nog) geen belangrijke prijzen gewonnen

## Wedstrijden
| Seizoen   | Club                  | Land   | Competitie | Wedstrijden | Doelpunten |
| --------- | --------------------- | ------ | ---------- | ----------- | ---------- |
| 1999-2001 | Varese FC             | Italië | Serie C1   | 2           | 0          |
| 2001-2003 | AC Legnano            | Italië | Serie C2   | 56          | 1          |
| 2003-2004 | Meda                  | Italië | Serie C2   | 31          | 2          |
| 2004-2006 | AC Carpenedolo        | Italië | Serie C2   | 59          | 0          |
| 2006-2009 | AS Cittadella         | Italië | Serie B    | 106         | 9          |
| 2009-...  | Chievo Verona         | Italië | Serie A    | 15          | 0          |
| 2010-...  | Livorno Calcio (huur) | Italië | Serie B    | 14          | 2          |
| Totaal    |                       |        |            | 283         | 14         |

- Laatste telling; 21 nov 2010